# Мислення швидке й повільне
Мислення швидке й повільне (англ. Thinking, Fast and Slow) — книга відомого американського психолога Деніела Канемана, що вийшла у 2011 році. Книга є підсумком роботи Канемана спільно з психологом-когнітивістом Амосом Тверскі впродовж більш як десяти років. Українською переклад книги було видано у видавництві «Наш формат» у 2017 році.

## Про книжку
Зазвичай ми вважаємо, що діємо раціонально. Але чи справді це так? На основі досліджень із когнітивної та соціальної психології Деніел Канеман розкриває таємниці роботи людського мозку, описує неусвідомлені упередження, властивості інтуїтивного та усвідомленого мислення, роль емоцій в оцінних судженнях. Без цих знань ви ризикуєте зробити неправильний вибір у магазині, інвестувати в неуспішні проєкти й загалом приймати неправильні рішення. «Мислення швидке й повільне» навчить вас ефективно користуватися обмеженим ресурсом уваги, ухвалювати рішення в умовах невизначеності й удосконалювати власні судження. Утім книжка не є сухою інструкцією з експлуатації мозку. Це психологічна драма з двома дійовими особами у вашій голові — інтуїтивним та усвідомленим мисленням.

## Розглянуті у книзі поняття
- Якорування
- Заміна атрибута
- Евристика доступності
- Омана базового відсотка

- Когнітивне упередження
- Омана поєднання
- Помилка «Обдурені випадковістю»
- Фреймінг
- Неприйняття втрат
- Упередження через надмірний оптимізм
- Правило піку та кінця
- Омана планування
- Теорія перспектив
- Прогнозування на основі порівняння
- Упередження статусу-кво

## Нагороди
- Бестселер New York Times та Amazon.
- Книжка року за версією New York Times Book Review[1], The Economist[2], The Wall Street Journal[3] і Globe and Mail (2011).
- Переможець National Academy of Sciences Best Book Award (2012).

## Зноски
1. ↑  10 Best Books of 2011. The New York Times (амер.). 30 листопада 2011. ISSN 0362-4331. Архів оригіналу за 29 липня 2017. Процитовано 21 серпня 2017.
2. ↑  The Economist - Books of the Year 2011 (50 books). www.goodreads.com. Архів оригіналу за 4 квітня 2017. Процитовано 21 серпня 2017.
3. ↑  The Best Nonfiction of 2011. Wall Street Journal (амер.). 17 грудня 2011. ISSN 0099-9660. Архів оригіналу за 8 березня 2021. Процитовано 21 серпня 2017.